# ExpressVPN
ExpressVPN is een VPN-dienst aangeboden door het bedrijf Express VPN International Ltd., dat is gevestigd op de Britse Maagdeneilanden. De software wordt aangeboden als privacy- en beveiligingstool waarmee gebruikers hun webverkeer kunnen versleutelen en hun IP-adres kunnen maskeren.
In september 2021 werd gerapporteerd dat de dienst door 3 miljoen gebruikers werd gebruikt.

## Geschiedenis
Het moederbedrijf van ExpressVPN, Express VPN International Ltd, werd in 2009 opgericht door Peter Burchhardt en Dan Pomerantz, twee ondernemers, beiden ook alumni van de Wharton School. Het moederbedrijf doet zaken als ExpressVPN.
In december 2019 was ExpressVPN een van de oprichters van het VPN Trust Initiative, een belangenorganisatie voor online veiligheid van consumenten.
In mei 2020 heeft het bedrijf een nieuw protocol met de naam Lightway uitgebracht, dat speciaal voor ExpressVPN ontwikkeld was, ontworpen om verbindingssnelheden te verbeteren en stroomverbruik te verminderen. In oktober trad Sean O'Brien, de oprichter van Yale Privacy Lab, toe tot het ExpressVPN Digital Security Lab om origineel onderzoek te doen op het gebied van privacy en cyberbeveiliging.
Op 13 september 2021 werd er gemeld dat ExpressVPN was overgenomen door Kape Technologies, een op de LSE genoteerd digitaal privacy- en beveiligingsbedrijf dat drie andere VPN diensten exploiteert, namelijk Private Internet Access, CyberGhost en ZenMate. Op het moment van de overname had ExpressVPN naar verluidt meer dan 3 miljoen gebruikers.  ExpressVPN kondigde in september 2021 aan dat ze een aparte dienst zouden blijven (van) naast de bestaande Kape-merken.

## Functionaliteiten
ExpressVPN heeft apps uitgebracht voor Windows, macOS, iOS, Android, Linux en routers. De apps gebruiken een 4096-bits CA, AES-256-CBC encryptie en TLSv1.2 om het verkeer van hun gebruikers te beveiligen. Beschikbare VPN protocollen omvatten Lightway, OpenVPN (met TCP/UDP), SSTP, L2TP/IPSec en PPTP.
De software beschikt ook over een Smart DNS-functie genaamd MediaStreamer, om VPN mogelijkheden toe te voegen aan apparaten die deze niet ondersteunen, en een router-app, waarmee de VPN op een router kan worden ingesteld en waarbij niet-ondersteunde apparaten zoals spelcomputers worden omzeild.
ExpressVPN is gevestigd op de Britse Maagdeneilanden, een privacyvriendelijk land zonder wetten voor het bewaren van gegevens, en dat een afzonderlijke jurisdictie is van het Verenigd Koninkrijk.
Het moederbedrijf van ExpressVPN ontwikkelt ook lektest-tools, waarmee gebruikers kunnen bepalen of hun VPN provider netwerkverkeer, DNS of echte IP adressen lekt terwijl ze verbonden zijn met de VPN, bijvoorbeeld bij het overschakelen van een draadloze naar een bekabelde internetverbinding.

### Servers
Vanaf augustus 2021 dekt het servernetwerk van 3.000 servers van ExpressVPN 160 VPN serverlocaties in 94 landen. In april 2019 kondigde ExpressVPN aan dat al hun VPN servers uitsluitend op vluchtig geheugen (RAM) draaien, niet op harde schijven. Dit was het eerste voorbeeld in de VPN industrie voor een dergelijke serverbeveiliging en werd TrustedServer genoemd.

### Lightway protocol
Lightway is het opensource VPN protocol van ExpressVPN. Het is vergelijkbaar met het WireGuard-protocol, maar maakt gebruik van wolfSSL codering om de snelheid op geïntegreerde apparaten zoals routers en smartphones te verbeteren. Het draait niet in de kernel van het besturingssysteem, maar is lichtgewicht om auditing te vereenvoudigen. Het is naar verluidt twee keer zo snel als OpenVPN en ondersteunt TCP en UDP.

## Ontvangst
In oktober 2021 gaf TechRadar de dienst 4½ van de 5 sterren waarbij deze het omschreef als “een eersteklas dienst met goed bediende klanten, een ruime keuze aan locaties en betrouwbare prestaties”.
In 2018 testte de cyberbeveiligingswebsite Comparitech de lektest-tools van ExpressVPN als één van 11 populaire VPN diensten en vond lekken bij elke VPN provider, met uitzondering van ExpressVPN. Ze verduidelijkten echter: "Om eerlijk te zijn heeft ExpressVPN de test-tools gebouwd en toegepast op zijn eigen VPN app voorafgaand aan de publicatie van dit artikel, dus zijn de lekken al verholpen die het aanvankelijk had gedetecteerd."
De dienst ontving 4,5 van de 5 sterren van VPNSelector in hun beoordeling van juli 2019 waarmee deze op de eerste plek kwam te staan van VPN providers.
In 2020 benoemde technische publicatie TechRadar ExpressVPN tot keuze van de redacteur.
In 2021 benoemden TechRadar en CNET de dienst tot keuze van de redacteur.